# Лемен
Лемен (нім. Lehmen) — громада в Німеччині, розташована в землі Рейнланд-Пфальц. Входить до складу району Маєн-Кобленц. Складова частина об'єднання громад Райн-Мозель.
Площа — 10,24 км2. Населення становить 1336 ос. (станом на 31 грудня 2020).

## Галерея

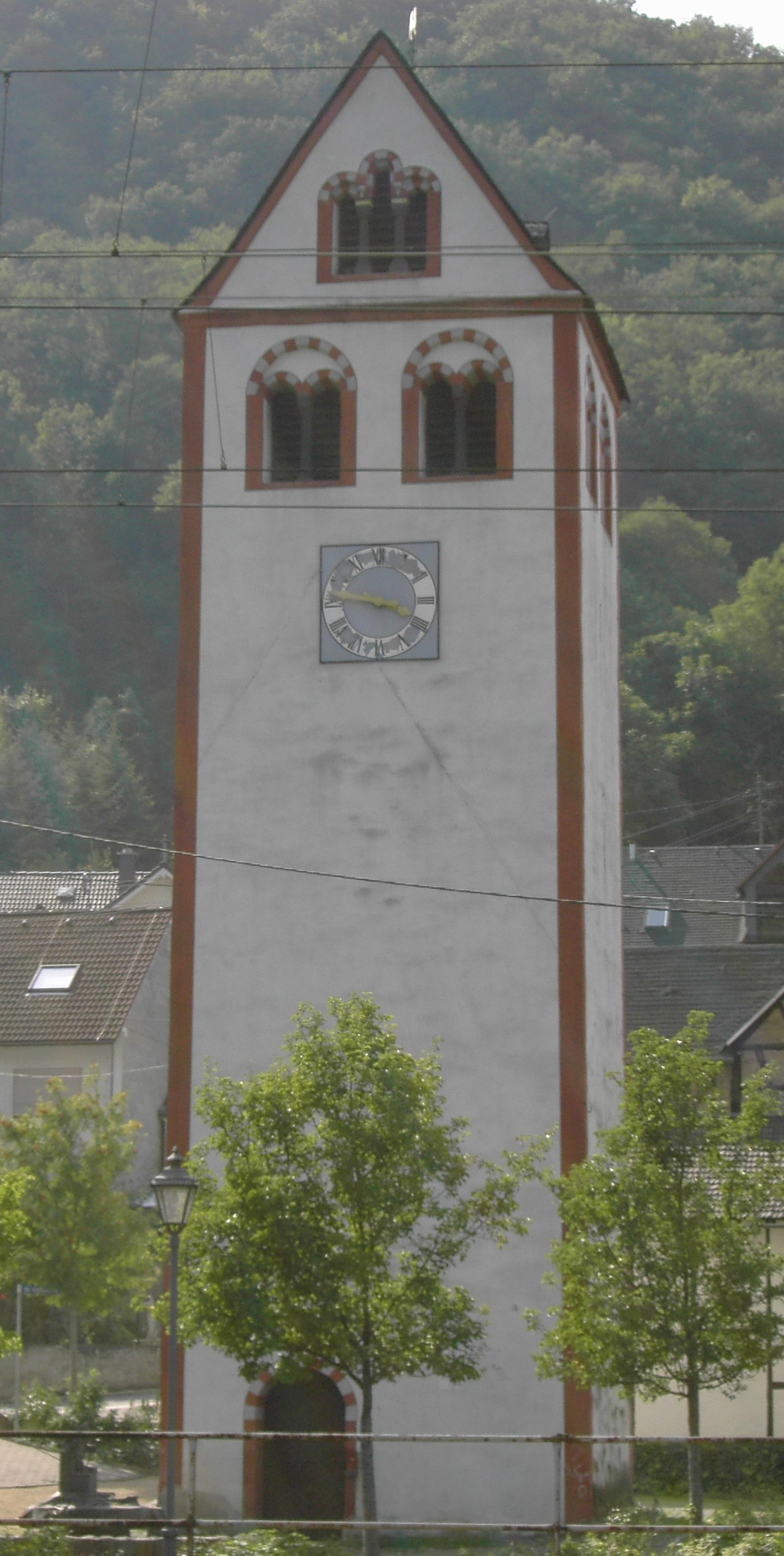
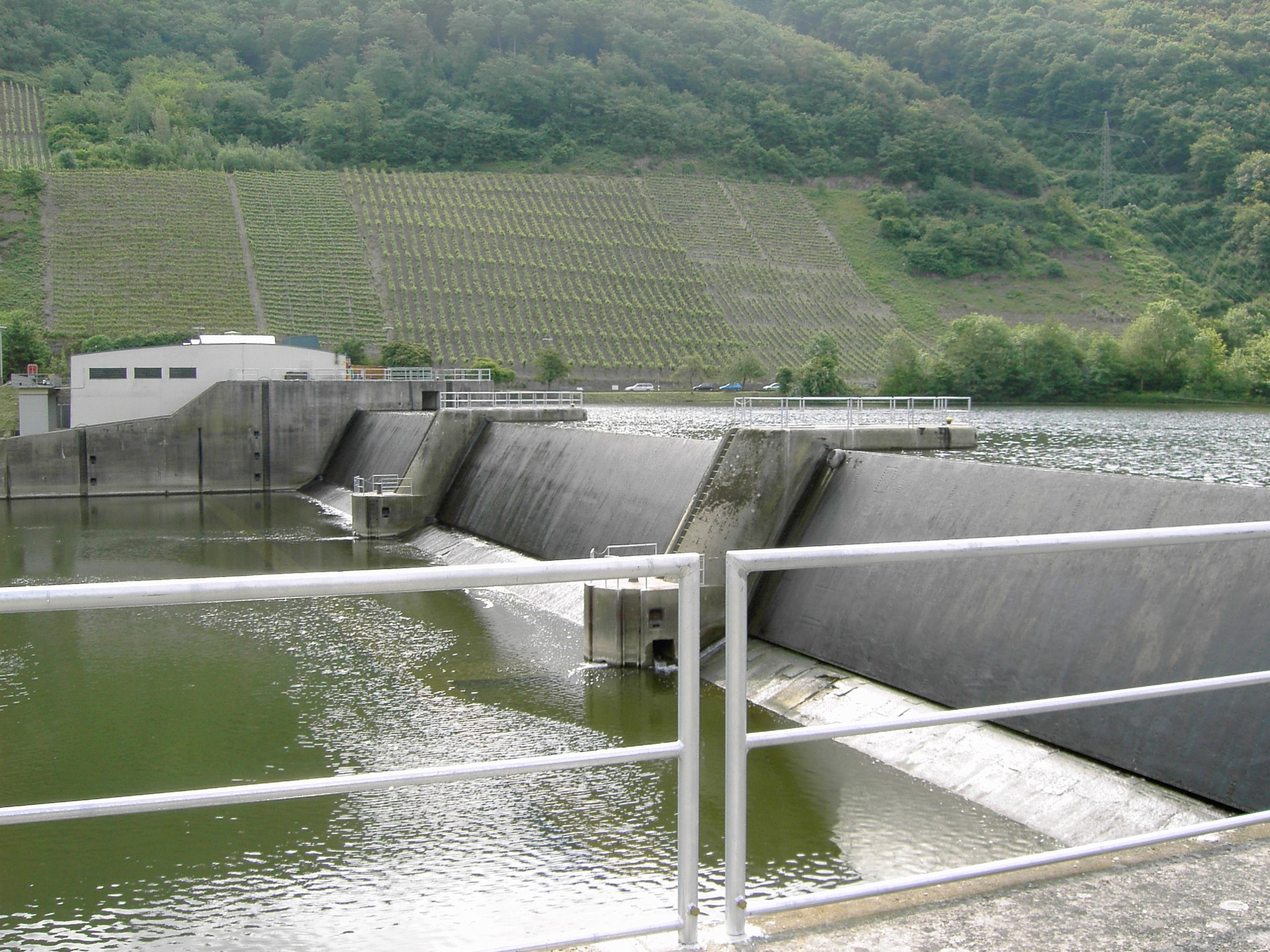
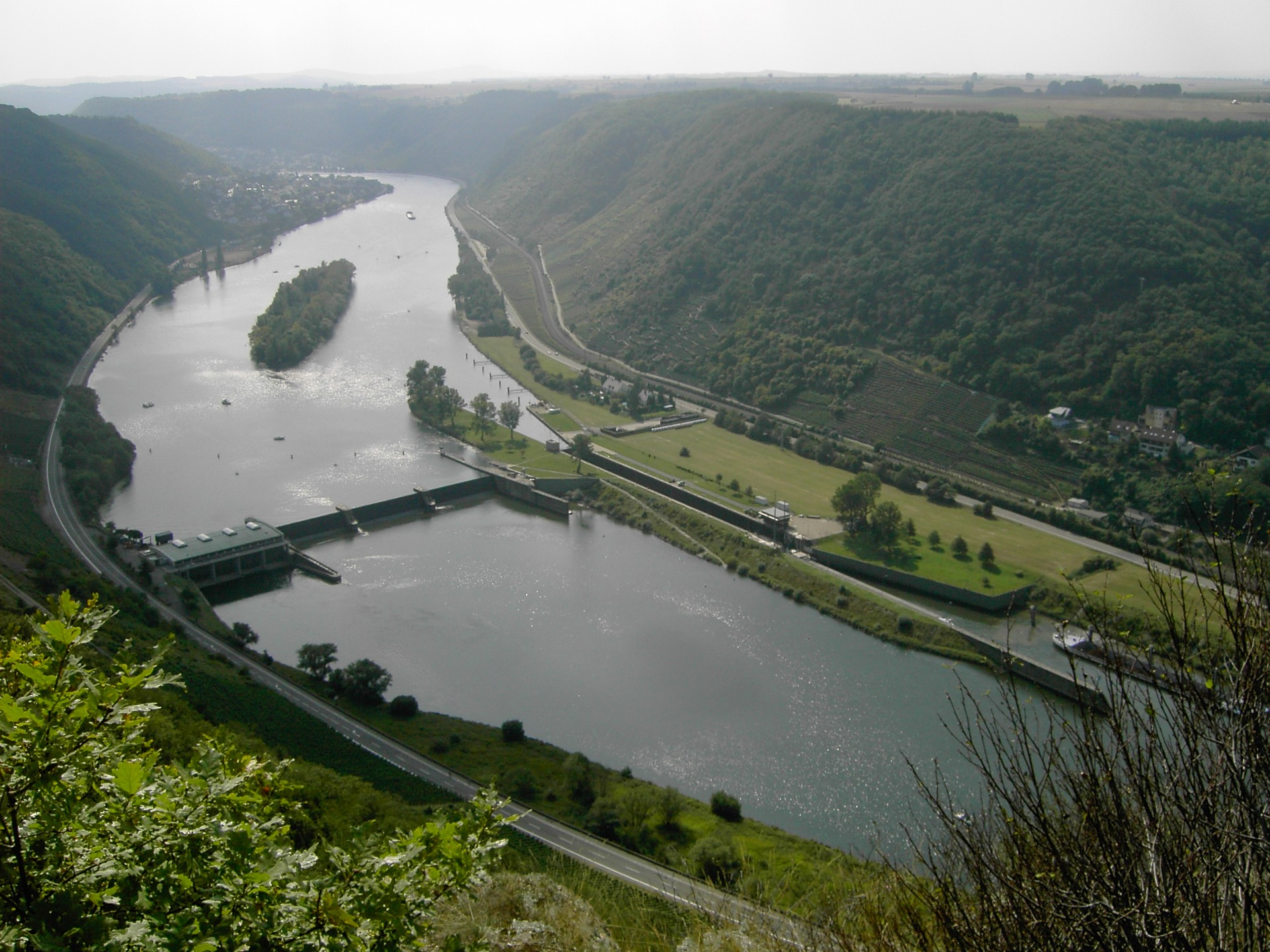